# Kierspe
Kierspe är en stad i Märkischer Kreis i Regierungsbezirk Arnsberg i förbundslandet Nordrhein-Westfalen i Tyskland.